# Jürgen Ruch
Jürgen Ruch (* 11. März 1959) ist ein ehemaliger deutscher Automobilrennfahrer.
Er ist der Bruder des ehemaligen Rennfahrers und Motorsport-Teamchefs Gerd Ruch.

## Karriere
Jürgen Ruch begann seine Motorsportlaufbahn 1985 im Tourenwagensport und fuhr in dem Jahr für das Team Ford Autoveri Motorsport mit einem Ford Escort RS 1600i in der Tourenwagen-Europameisterschaft (ETCC). Nach einer Unterbrechung ging er 1988 mit einem Ford Mustang 5.0 GT beim ETCC-Rennen auf dem Nürburgring an den Start.

Der Ford Mustang 5.0 GT von Jürgen Ruch der DTM-Saison 1993

Von 1991 bis 1994 startete er mit einem Ford Mustang 5.0 GT für das Motorsport-Team seines Bruders in der Deutschen Tourenwagen-Meisterschaft (DTM). In den vier Jahren konnte er sich nicht auf Punkteränge platzieren. Sein bestes Rennergebnis war der 11. Rang beim zweiten Lauf des Saisonfinalrennens auf dem Hockenheimring 1993.
Jürgen Ruch fuhr 1994 ebenfalls in der 1. Division über 2000 cm³ der Spezial-Tourenwagen-Trophy (STT) Nach der Saison 1994 beendete er seine Rennfahrer-Karriere.